# Antonio Negrini
Antonio Giuseppe Negrini (Molare, 28 de enero de 1903 – Molare, 25 de septiembre de 1994) fue un ciclista italiano que fue profesional entre 1926 y 1938. 
El principal éxito deportivo fue la victoria a la Giro de Lombardía de 1932, cuando superó Domenico Piemontesi. Otras victorias destacadas fueran al Giro de Romagna (1928) y lo Giro del Piemonte (1929). las cursas por etapas ganó a la Roma-Nápoles-Roma de 1928 y el Circuito de Midi Libre del 1935. Disputó seis ediciones del Giro de Italia, acabando tercero el 1927 y cuarto el 1929.

## Palmarés
1927
- 3.º en el Giro de Italia

1928
- Giro de Romagna
- Roma-Nápoles-Roma
- Seis días de Leipzig (con Costante Girardengo)
- 2.º en el Campeonato de Italia en Ruta

1929
- Giro del Piemonte
- 2.º en el Campeonato de Italia en Ruta

1932
- Giro de Lombardía

## Resultados en las Grandes Vueltas
| Carrera         | 1926 | 1927 | 1928 | 1929 | 1930 | 1931 | 1932 | 1933 | 1934 | 1935 | 1936 | 1937 | 1938 | 1939 | 1940 | 1941 | 1942 | 1943 | 1944 | 1945 | 1946 | 1947 | 1948 | 1949 |
| --------------- | ---- | ---- | ---- | ---- | ---- | ---- | ---- | ---- | ---- | ---- | ---- | ---- | ---- | ---- | ---- | ---- | ---- | ---- | ---- | ---- | ---- | ---- | ---- | ---- |
| Giro de Italia  | Ab.  | 3.º  | -    | 4.º  | 6.º  | 12.º | 22.º | -    | -    | 35.º | -    | -    | -    | -    | -    | X    | X    | X    | X    | X    | -    | -    | -    | -    |
| Tour de Francia | -    | -    | -    | -    | -    | -    | -    | -    | -    | -    | -    | -    | -    | -    | X    | X    | X    | X    | X    | X    | X    | -    | -    | -    |
| Vuelta a España | X    | X    | X    | X    | X    | X    | X    | X    | X    | X    | -    | X    | X    | X    | X    | -    | -    | X    | X    | -    | -    | -    | -    | X    |
| Mundial en Ruta | X    | -    | -    | -    | -    | -    | -    | -    | -    | -    | -    | -    | -    | X    | X    | X    | X    | X    | X    | X    | -    | -    | -    | -    |

-: No participa

Ab.: Abandono

X: Ediciones no celebradas